# 龙角峰
龙角峰，是位于中国福建省福州市长乐区漳港镇龙峰村的山峰上（旧称犀邱山），一块昂然挺立的巨石。該石高十多米，底部有十几平方米，越向上越细，并呈弯角状翘起。顶部宽仅一米见方，酷似一只犀牛角，也象传说中的独角龙的角，故连石带峰称为“龙角峰”。
山上有始建于南宋嘉定年间（1204年—1224年）的“龙角峰寺”，香火旺盛。原山上象形石景甚多（如：桃、李、橄榄、老虎、鼓等），但遗憾的是，在动乱年代多被开采为建筑石材。目前，寺前后尚存有“试剑”石、“观音岩”等景观。由于没有得到开发，现“龙角峰”这块奇石被相思树包围，周围杂草丛生，游人难以寻觅它的身影。

## 附記
此處龍角峰寺之觀音、五靈公信仰傳至馬祖北竿島芹壁村，馬祖地區分靈廟宇多有往龍角峰進香活動。

## 外部連結
- 中国福州-景区景点（页面存档备份，存于）